# Gordius zwicki
Gordius zwicki  (лат.) — вид паразитических червей из группы волосатиков (Gordiidae, Gordiida). Россия, Дальний Восток, Приморский край (в районе реки Милоградовка в 25 км с.-з. от села Милоградово). Длина 220—270 мм, диаметр около 0,5 мм. Тело одноцветное, светло-коричневое. Кутикула гладкая. Клоакальное отверстие округлое. Предположительно, как и другие виды рода Gordius, паразитируют на насекомых. Вид назван в честь Петра Цвика (Peter Zwick), собравшего типовую серию нового вида